# Elefántfélék

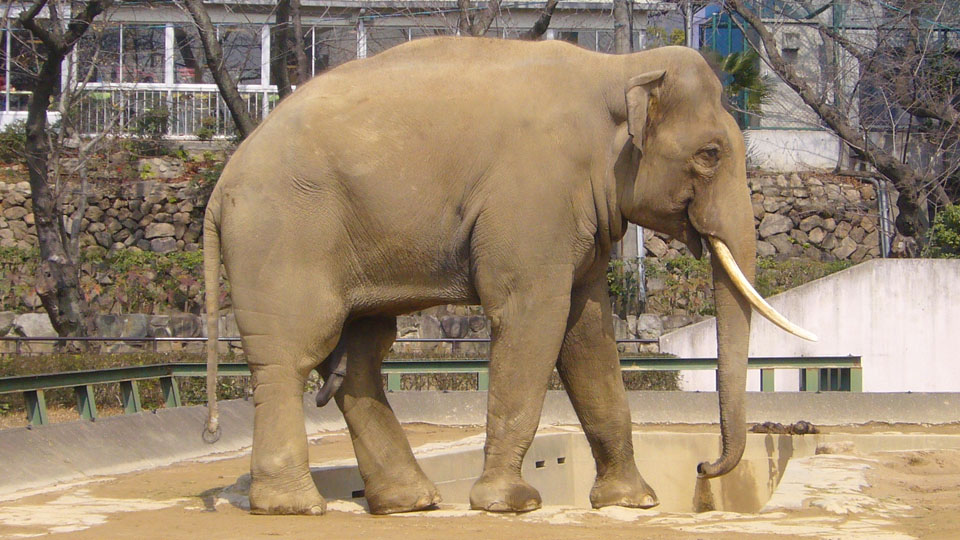
Ázsiai elefánt

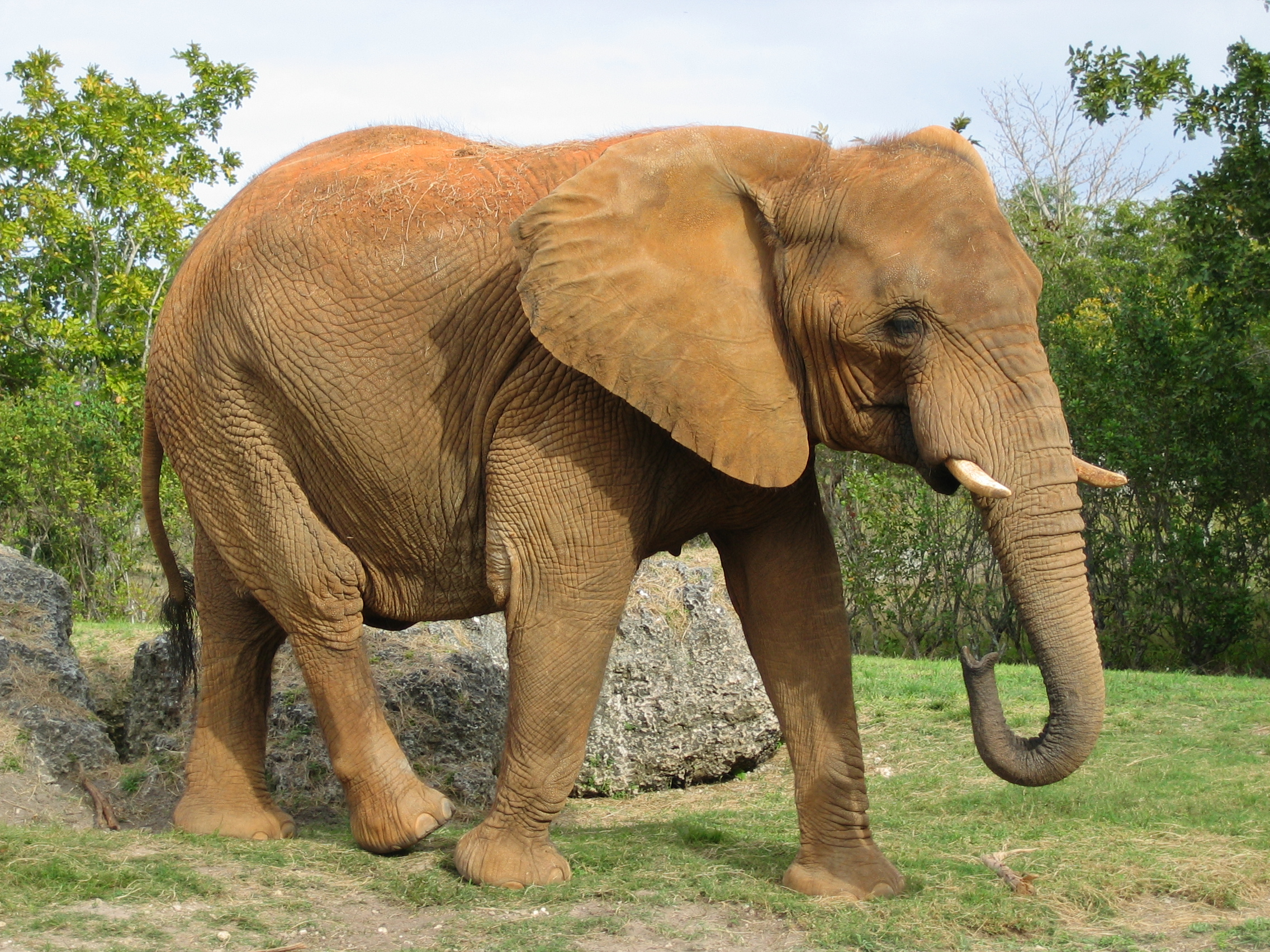
Afrikai elefánt

Az elefántfélék (Elephantidae) az emlősök (Mammalia) osztályának ormányosok (Proboscidea) rendjébe, ezen belül az elefántalakúak (Elephantiformes) alrendjébe és az Elephantoidea öregcsaládjába tartozó család.
A 2000-es évek elejétől, genetikai vizsgálatok nyomán bizonyosodott be, hogy az erdei elefánt nem az afrikai elefánt alfaja, hanem önálló faj, így az ázsiai elefánttal együtt háromra emelkedett a ma is élő elefántfajok száma.
Az elefántfélék hímjét, nőstényét, illetve kicsinyét a bika, tehén és borjú szavakkal jelöljük.

## Leírásuk
Az elefántok a ma élő legnagyobb szárazföldi állatok, egyben a legtermetesebb szárazföldi emlősök. A legnagyobb ismert elefántot 1974-ben lőtték Angolában: a hatalmas bika 3,96 méteres marmagasságú volt és 10,4 tonnát nyomott. A rekordméretű állatok vemhessége is rekordhosszúságú, mintegy 22 hónapig tart. Az elefántok sokáig élhetnek: akár 70 évnél is tovább.
Az elefántagyar olyan specializált, fogzománcot nem, csak dentint tartalmazó metszőfog, amely a táplálék kiásására, mozgatására és harcra szolgál.
Számos lelet tanúsítja, hogy az őskori emberek fogyasztottak különféle elefántféléket, az ókor több civilizációjában pedig a hadsereg fő csapásmérő erői voltak. Indiában mindmáig kultikus tisztelet övezi őket. Később kedvelt cirkuszi attrakciók és állatkerti látványosságok, illetve az erőgépek helyettesítői lettek. Közben folyamatosan vadásztak rájuk, elsősorban agyaruk, az elefántcsont miatt, ami számos luxuscikk alapanyaga.

## Rendszerezés
A családba az alábbi 1 alcsalád és 5 nem tartozik:
- Elephantinae Gray, 1821 
  - Elephas Linnaeus, 1758 - kora pliocén-jelen; Afrika, Ázsia - típusnem[3][4]
  - Loxodonta Anonymous, 1827 - középső pliocén-jelen; Afrika[5][6]
  - †mamut (Mammuthus) Brookes, 1828 - kora pliocén-késő holocén; Afrika, Ázsia, Európa, Észak-Amerika[7]
  - †Palaeoloxodon Matsumoto, 1924 - pleisztocén-holocén; Afrika, Ázsia, Európa[8]
  - †Primelephas Maglio, 1970 - késő miocén-pliocén; Afrika[9]

Egyes rendszertani besorolások szerint, még egy alcsalád tartozik ide az alábbi 3 nemmel, azonban eme nemek meglehet, hogy más ormányoscsaládok tagjai:
- Stegotetrabelodontinae Aguirre, 1969
  - †Selenotherium Mackaye, Brunet & Tassy, 2005 - egyes rendszerező a Stegodontidae családba helyezi[10]
  - †Stegodibelodon Coppens, 1972 - egyes rendszerező a Gomphotheriidae családba helyezi[11]
  - †Stegotetrabelodon Petrocchi, 1941 - egyes rendszerező a Gomphotheriidae családba helyezi[12][13]

Fontos kiemelni, hogy a mai elefántok nem a mamutok leszármazottjai. A masztodonfélék (Mammutidae) pedig (nagymértékű hasonlóságuk ellenére) külön családot alkotnak az ormányosok rendjén belül.

## Elefántok a kultúrában
- Ganésa, az elefántfejű isten a hinduizmusban.
- A felálló ormányú elefánt a fengsuj ban.
- Háti és gyermekei Rudyard Kipling A dzsungel könyve című művében.
- Az olifántok óriás termetű elefántszerű lények J. R. R. Tolkien A Gyűrűk Ura című regényében.
- Az elefánt Alan Alexander Milne Micimackó című mesekönyvében.
- Tantor Edgar Rice Burroughs Tarzan-regényeiben.
- Babar, Jean de Brunhoff francia író mesehőse.
- Dumbo, Walt Disney rajzfilmjében.
- Kíváncsi Fáncsi, magyar rajzfilmhős.
- Trombi és Főcső, a tűzoltó-elefántok a Trombi és a Tűzmanó című magyar rajzfilmsorozatból.
- Elefánt Fáni a Kérem a következőt! című magyar rajzfilmsorozatban.

### Harci elefántok
Az elefántokat előszeretettel alkalmazták már az ókori perzsa és indiai hadviselésben is. Nagy Sándor az ellenük való sikeres védekezés módját is megtalálta. Utódai, a diadokhoszok, az elefántokat a falanxszal kombinálva létrehozták az i. e. III. század uralkodó hadviselési taktikáját. Az ormányosok hátára fából készült tornyot erősítettek, amelyben egy dárdavető és legalább egy íjász foglalt helyet, míg a hajtó - csaknem mindig indiai - maga is részt vett a harcban lándzsával vagy íjjal. Pürrhosz épeiroszi király, Nagy Sándor unokatestvére, elefántjaival halálra rémítette a rómaiakat, különösen a lovasságot, mivel a lovak nem állhatták az elefántok szagát. Hannibál is széleskörűen alkalmazta az afrikai elefántokat a második Pun háború idején. Az elefánt azonban a harci kürtök hangjára vagy a dárdák okozta sebek miatt könnyen megvadult, és ilyenkor barátot, ellenséget - válogatás nélkül - összetiport. Az elefántokat a makedónok gyakran bőrponyvákkal és fémből készült páncélzattal védték a sebesülés ellen.

## Természetvédelmi helyzetük
1979-ben még mintegy 1 300 000 elefánt élt Afrikában, 1989-ben már csak 600 000. A 2010-es évek elején a vadon élő ázsiai elefántok számát 37 000–57 000 közé tették; a háziasított egyedek száma mintegy 15 000 volt 2013-ban.
2021 júliusában a spanyol Alcalái, a Bristoli és a Helsinki Egyetem paleontológusaiból álló nemzetközi csoport a Nature Ecology & Evolution című folyóiratban megjelent tanulmánya megkérdőjelezi azokat az állításokat, amelyek szerint évezredeken keresztül a korai emberek vadászattal pusztulásig mészárolták volna le az őskori elefántokat, mamutokat és masztodonokat. Eredményeik azt mutatják, hogy a család az elefántfélék (Elephantidae, ami a kutatás idejére az afrikai és ázsiai trópusokon élő mindössze három, veszélyeztetett fajra korlátozódott) kivételével az utolsó jégkorszak végén egy éghajlat által vezérelt, évmilliókig tartó, globális hanyatlás során pusztult ki. Az eddigi legrészletesebb elemzés az elefántok és elődeik felemelkedéséről és bukásáról azt vizsgálta, hogyan alkalmazkodott 185 különböző faj, 60 millió évnyi evolúciót felölelve, felmérte a múzeumi fosszilis gyűjteményeket szerte a világon.
Az elefántfélék minden faja védett. Számuk a 2010-es években továbbra is erőteljesen csökkent, elsősorban élőhelyeik fogyatkozása, a fegyveres konfliktusok és az orvvadászat miatt.

## Érdekességek
- Az elefántok gyomra emésztés közben nagy zajt kelt, azonban az elefánt képes az emésztése folyamatát akaratlagosan felfüggeszteni, ha úgy ítéli meg, hogy ez a zaj felhívná rá a ragadozók figyelmét.[18]
- Nagyfokú empátiát mutatnak, bármilyen más fajjal szemben.[19] Például természeti katasztrófa esetén képesek felismerni, hogy vészhelyzet alakult ki, és a mentőkutyákhoz hasonlóan segítségére lehetnek az embereknek.[20]

## Fordítás
- Ez a szócikk részben vagy egészben  az   Elephantidae című angol Wikipédia-szócikk ezen változatának fordításán alapul.  Az eredeti cikk szerkesztőit annak laptörténete sorolja fel. Ez a jelzés csupán a megfogalmazás eredetét és a szerzői jogokat jelzi, nem szolgál a cikkben szereplő információk forrásmegjelöléseként.
- Ez a szócikk részben vagy egészben  a   Proboscidea#Classification című angol Wikipédia-szócikk ezen változatának fordításán alapul.  Az eredeti cikk szerkesztőit annak laptörténete sorolja fel. Ez a jelzés csupán a megfogalmazás eredetét és a szerzői jogokat jelzi, nem szolgál a cikkben szereplő információk forrásmegjelöléseként.